# ليروس
ليروس هي جزيرة تقع في بحر إيجة تتبع إقليم جنوب إيجة، اليونان.